# 阿蒂帕图
阿蒂帕图（Athipattu），是印度泰米尔纳德邦Thiruvallur县的一个城镇。总人口8382（2001年）。

## 人口
该地2001年总人口8382人，其中男性4223人，女性4159人；0—6岁人口948人，其中男476人，女472人；识字率71.89%，其中男性为79.23%，女性为64.44%。